# Piotr Bielkowicz
Piotr Bielkowicz (ur. 1 lutego 1902 w Kijowie, zm. 30 września 1993) – polski inżynier lotniczy, uczestnik programu Apollo.
Był synem generała armii carskiej. Podczas wojny światowej został wraz z rodziną ewakuowany w głąb Rosji. Przez pewien czas pracował w kopalni węgla. Po repatriacji do Polski rozpoczął studia na Uniwersytecie Wileńskim. W roku 1930 uzyskał tytuł magistra filozofii w dziedzinie matematyki. Następnie studiował w Paryżu na École Nationale Superieure de l'Aeronautique, gdzie uzyskał w roku 1933 tytuł Ingenieur Civil de l'Aeronautique.
W latach 1933–1939 pracował w polskim przemyśle lotniczym. Wykonał obliczenia aerodynamiczne i wytrzymałościowe dla samolotów PZL P.11 i PZL P.24.
Na początku II wojny światowej przedostał się do Francji, a po wkroczeniu Niemców dalej pieszo przez Pireneje do Hiszpanii, gdzie od marca 1941 do stycznia 1943 przebywał w obozie koncentracyjnym w Miranda de Ebro. W marcu 1943 dotarł do Wielkiej Brytanii i rozpoczął pracę w polskim lotnictwie.
W latach 1946–1947 opublikował w Aircraft Engineering sześć artykułów pod tytułem "Evolution of Energy in Jet and Rocket Propulsion." W latach 1947–1951 wykładał w polskim koledżu uniwersyteckim w Londynie i pracował w brytyjskim przemyśle lotniczym, w roku 1951 wyjechał do Stanów Zjednoczonych I rozpoczął wykłady na Brown University.
Od lipca 1953 wykładał na Air Force Institute of Technology jako Assistant Professor, od 1954 jako Associate Professor i od 1959 jako Professor. Uczestniczył w projektowaniu Modułu księżycowego LM oraz rakiet wielokrotnego użytku (reusable spacecraft)
Współpracował też z Allison Division of General Motors i Boeing Aircraft Company przy projektowaniu lądownika księżycowego
W roku 1972 przeszedł na emeryturę, ale pozostał czynny jako Professor Emeritus of Aeronautical Engineering.